# فیلیپ ملانشتن
فیلیپ ملانشتن (آلمانی: Philipp Melanchthon؛ زاده ۱۶ فوریهٔ ۱۴۹۷ درگذشته ۱۹ آوریل ۱۵۶۰) یک فیلسوف اهل آلمان بود.